# Ablak-Zsiráf
Az Ablak-Zsiráf egy közismert klasszikus képes gyermeklexikon. Nevét az első (Ablak) és az utolsó (Zsiráf) szócikkről kapta.

## Története
Első kiadása 1971-ben jelent meg, a Móra Ferenc Ifjúsági Könyvkiadó gondozásában. Több ezer iskoláskorú gyermeknek nyújtott segítséget a világ megismeréséhez. A több mint 1000 képes szócikk A-tól Zs-ig felöleli azt az ismeretanyagot, melyet egy 6–10 éves gyermeknek illik elsajátítani, hogy eligazodjon környezetében. Az Ablak-Zsiráfot általános iskola alsó tagozatában használják.
A szócikkek – többségükben – egymásra épülnek, mivel a szerzők egyik alapvető célja volt a dolgok közti logikai összefüggések megtanítása. Mára már túl van a 38. kiadáson is, és az eltelt évek alatt új szavakkal és képekkel is kibővítették, aktualizálták.
- Szerzők: Mérei Ferenc és V. Binét Ágnes
- Illusztrátorok: K. Lukáts Kató és Szűcs Erzsébet, később Szecskó Tamás és Szecskó Ágnes

Zilahy Péter így ír róla Az utolsó ablakzsiráf c. könyvében:
(…) Az ablakzsiráf tele volt hétfejű sárkánnyal, tündérrel, ördöggel meg királyfival, és azt írta róluk, hogy nem léteznek. Négyféle sárkányra emlékszem, ami nem létezik, és három királyfira. Az ablakzsiráf szótagolva megtanított olvasni a sorok között. Magától értetődött, mint a tévémaci lefekvéskor, senkinek se jutott eszébe rákérdezni. Az ablakzsiráf az ablakzsiráf. (…)

## Kiadások
Minden újabb, átdolgozott kiadás más színben jelent meg.

### Zöld
1. (1971)

2. (1972)

3. (1973)

4. (1974)

5. (1976)

6. (1977)

7. (1978)

8. (1979)

9. (1980)

10. (1981)

11. (1982)

12. (1983)

13. (1984)

### Kék
15. (1985)

16. (1986)

### Piros
17. (1991)

18. (1992)

19. (1993)

20. (1994)

21. (1995)

22. (1996)

23. (1997)

24. (1998)

25. (1999)

26. (2000)

27. (2001)

28. (2002)

29. (2003)

30. (2004)

31. (2005)

32. (2006)

33. (2007)

34. (2008)

### Kék
35. (2009)

36. (2010)

37. (2012)

38. (2013)